# 娜塔莉·馬爾斯
娜塔莉·馬爾斯（英語：Natalie Mars，1984年2月3日—），是一名跨性別的成人影星。

## 簡介
於2018年第一屆Pornhub獎和2019年第二屆Pornhub獎上獲得最受歡迎跨性別演員獎。在2019年第11屆跨性別情色獎中提名最多和獲獎最多的成人電影演員，與黛西泰勒並列獲得最多提名和獲獎最多的成人電影演員。
2020年獲得第12屆跨性別情色獎。

## 外部連結
- 娜塔莉·馬爾斯的Instagram帳戶
- 娜塔莉·馬爾斯的X（前Twitter）
- 娜塔莉·馬爾斯的Twitch频道